# ニコライ・ボリソヴィチ・ガリツィン
ニコライ・ボリソヴィチ・ガリツィン王子（Nikolai Borisovich Galitzin ロシア語: Николай Борисович Голицын 1794年12月19日（ユリウス暦 12月8日）–1866年11月3日（ユリウス暦 10月22日））は、ガリツィン家のロシア貴族。アマチュアの音楽家であり、とりわけルートヴィヒ・ヴァン・ベートーヴェンに3曲の弦楽四重奏曲（作品127、作品130、作品132）を委嘱したことで記憶される。これらはベートーヴェンの後期弦楽四重奏曲の一角を成す曲たちとなった。

## 家系
父はボリス・アンドレーヴィチ・ガリツィン、母は篤志家のタチアナ・ボリソヴナ・ポテムキナの姉妹のひとりであったアナであった。
息子のユーリ・ニコラエヴィチ・ガリツィン（1823年-1872年）は作曲家、指揮者となった。

## ベートーヴェンへの委嘱
ガリツィンは一時期ウィーンに居を構えており、ハイドン、モーツァルト、ベートーヴェンの音楽に触れていた。本人がチェロを演奏した他、夫人は卓越したピアニストだった。彼は自らベートーヴェンのピアノ作品を弦楽四重奏や弦楽五重奏のために編曲している。
1822年11月、ベートーヴェンに弦楽四重奏曲の作曲を依頼する。サンクトペテルブルクにいた彼はフランス語で次のように書き送っている。

熱意あるアマチュア、貴殿の才能を賛美するものとして、勝手ながらひとつ、ふたつ、もしくはみっつの新作四重奏曲を作曲されるおつもりはないかとお尋ねすべく筆を執っています。このお手間に対して貴殿がふさわしいとお考えの金額であれば、いくらなりとも喜んでお支払いしましょう。

ベートーヴェンはこれを引き受け、1曲当たり50ドゥカートを請求した。
ベートーヴェンは1810年の第11番以来、弦楽四重奏曲を手掛けていなかった。1823年は交響曲第9番の作曲で手いっぱいであり、1824年になって四重奏曲に真剣に取り組み始めた。3曲のうちの最初の作品となった第12番は1825年3月にシュパンツィヒ四重奏団により初演された。この楽団は後に他の2つの委嘱作品である第13番と第15番も演奏している。
ベートーヴェンは最初の四重奏曲の対価は受け取った。ガリツィンは他の四重奏曲が未払いであることを認識していたが、作曲者の生前には支払われることがなかった。この問題は最終的に1852年になってベートーヴェンの相続人たちによって解決された。

### ベートーヴェンとの他の繋がり
ガリツィンはベートーヴェンの合唱作品『ミサ・ソレムニス』の楽譜をロシアの宮廷に販売する際に仲介する役割を果たした。1824年4月にこの作品の初演がサンクトペテルブルクで行われることになったのは彼の存在があったためである。
1825年に出版されたベートーヴェンの序曲『献堂式序曲』はガリツィンに献呈されている。